# Sắt(II) sulfat
Sắt(II) sunfat là tên chung của một nhóm muối với công thức hóa học FeSO4·xH2O. Dạng muối phổ biến nhất là dạng ngậm 7 phân tử nước (x = 7) nhưng ngoài ra cũng có nhiều giá trị x khác nhau. Muối ngậm nước này được sử dụng trong y tế để điều trị chứng thiếu sắt, và cũng cho các ứng dụng công nghiệp. Được biết đến từ thời cổ đại với cái tên coppera và vitriol xanh lá cây, muối ngậm 7 phân tử nước với màu lục lam nhạt là dạng phổ biến nhất của hợp chất này. Tất cả sắt(II) sunfat hòa tan trong nước để tạo ra cùng một aquo phức [Fe(H2O)6]2+, có mô hình hình học phân tử bát diện và thuận từ. Tên copperas có từ thời đồng(II) sunfat được gọi là coppera xanh, và có lẽ tương tự, sắt(II) và kẽm sunfat được biết đến tương ứng là coppera màu xanh lá cây và coppera trắng.
Hợp chất này có trong Danh sách các thuốc thiết yếu của WHO, các loại thuốc quan trọng nhất cần thiết cho một hệ thống y tế cơ bản.

## Điều chế
FeSO4 có thể được điều chế theo nhiều cách khác nhau. Một trong những cách đó là cho sắt(II) oxit hoặc sắt(II) hydroxide tác dụng với axit sunfuric loãng.
FeO + H2SO4 → FeSO4 + H2O
Ngoài ra, cho Fe tác dụng với CuSO4 cũng là một cách để điều chế FeSO4.

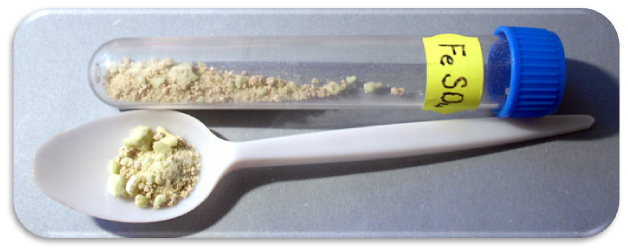
Mẫu sắt(II) sunfat khan

Fe + CuSO4 → FeSO4 + Cu↓

## Hợp chất khác
FeSO4 còn tạo một số hợp chất với NH3, như:
- FeSO4·2NH3·H2O – bột màu nâu đen;[16]
- FeSO4·4NH3 – chất rắn màu đỏ nâu;[17]
- FeSO4·5NH3·H2O – tinh thể màu đỏ nâu;[18]
- FeSO4·6NH3 – bột trắng.[19]

FeSO4 còn tạo ra một số hợp chất với N2H4, như FeSO4·2N2H4·H2O là tinh thể lục phương màu lục nhạt, có tính nổ.
FeSO4 còn tạo một số hợp chất với CON3H5, như FeSO4·2CON3H5 là tinh thể màu trắng, tan vừa trong nước. Trong dung dịch nó dễ bị oxy hóa, tạo ra sắt(III) hydroxide.
FeSO4 còn tạo một số hợp chất với CS(NH2)2, như FeSO4·2CS(NH2)2 là tinh thể không màu.
FeSO4 còn tạo một số hợp chất với CSN3H5, như FeSO4·2CSN3H5 là tinh thể màu lục, tan trong nước.